# Grand Prix Argentiny 1972
Grand Prix Argentiny 1972 (oficiálně IX Gran Premio de la Republica Argentina) se jela na okruhu Autódromo Oscar y Juan Gálvez v Buenos Aires v Argentině dne 23. ledna 1972. Závod byl prvním v pořadí v sezóně 1972 šampionátu Formule 1.

## Závod
| Poř.   | No. | Jezdec             | Konstruktér  | Počet kol | Čas/Odstoupení    | Pořadí na startu | Body |
| ------ | --- | ------------------ | ------------ | --------- | ----------------- | ---------------- | ---- |
| 1      | 21  | Jackie Stewart     | Tyrrell-Ford | 95        | 1:57:58.82        | 2                | 9    |
| 2      | 17  | Denny Hulme        | McLaren-Ford | 95        | + 25.96           | 4                | 6    |
| 3      | 8   | Jacky Ickx         | Ferrari      | 95        | + 59.39           | 8                | 4    |
| 4      | 9   | Clay Regazzoni     | Ferrari      | 95        | + 1:06.72         | 6                | 3    |
| 5      | 19  | Tim Schenken       | Surtees-Ford | 95        | + 1:09.11         | 11               | 2    |
| 6      | 14  | Ronnie Peterson    | March-Ford   | 94        | + 1 kolo          | 10               | 1    |
| 7      | 2   | Carlos Reutemann   | Brabham-Ford | 93        | + 2 kola          | 1                |      |
| 8      | 23  | Henri Pescarolo    | March-Ford   | 93        | + 2 kola          | 15               |      |
| 9      | 3   | Howden Ganley      | BRM          | 93        | + 2 kola          | 13               |      |
| 10     | 7   | Helmut Marko       | BRM          | 93        | + 2 kola          | 19               |      |
| 11     | 15  | Niki Lauda         | March-Ford   | 93        | + 2 kola          | 22               |      |
| Ret    | 11  | Emerson Fittipaldi | Lotus-Ford   | 61        | Zavěšení          | 5                |      |
| Ret    | 22  | François Cevert    | Tyrrell-Ford | 59        | Převodovka        | 7                |      |
| Ret    | 4   | Reine Wisell       | BRM          | 59        | Únik vody         | 17               |      |
| Ret    | 18  | Peter Revson       | McLaren-Ford | 49        | Motor             | 3                |      |
| Ret    | 10  | Mario Andretti     | Ferrari      | 20        | Motor             | 9                |      |
| Ret    | 20  | Andrea de Adamich  | Surtees-Ford | 11        | Palivový systém   | 14               |      |
| Ret    | 1   | Graham Hill        | Brabham-Ford | 11        | Palivové čerpadlo | 16               |      |
| DSQ    | 12  | Dave Walker        | Lotus-Ford   | 8         | Diskvalifikován   | 20               |      |
| Ret    | 5   | Peter Gethin       | BRM          | 1         | Únik oleje        | 18               |      |
| Ret    | 6   | Alex Soler-Roig    | BRM          | 1         | Nehoda            | 21               |      |
| DNS    | 16  | Chris Amon         | Matra        | 0         | Převodovka        | 12               |      |
| Zdroj: |     |                    |              |           |                   |                  |      |

## Průběžné pořadí po závodě
Pohár jezdců
| Pořadí | Jezdec         | Body |
| ------ | -------------- | ---- |
| 1      | Jackie Stewart | 9    |
| 2      | Denny Hulme    | 6    |
| 3      | Jacky Ickx     | 4    |
| 4      | Clay Regazzoni | 3    |
| 5      | Tim Schenken   | 2    |
| Zdroj: |                |      |

Pohár konstruktérů
| Pořadí | Konstruktér  | Body |
| ------ | ------------ | ---- |
| 1      | Tyrrell-Ford | 9    |
| 2      | McLaren-Ford | 6    |
| 3      | Ferrari      | 4    |
| 4      | Surtees-Ford | 2    |
| 5      | March-Ford   | 1    |
| Zdroj: |              |      |